# Zelendol
Zelendol (bulgariska: Зелендол) är ett distrikt i Bulgarien.   Det ligger i kommunen Obsjtina Blagoevgrad och regionen Blagoevgrad, i den västra delen av landet, 80 km söder om huvudstaden Sofia.
Omgivningarna runt Zelendol är en mosaik av jordbruksmark och naturlig växtlighet. Runt Zelendol är det ganska glesbefolkat, med 43 invånare per kvadratkilometer.